# Winning Combinations: Deep Purple and Rainbow
Winning Combinations: Deep Purple and Rainbow – składanka utworów zespołów Deep Purple i Rainbow. Album wydano 17 czerwca 2003.
Większość fanów zespołów Deep Purple i Rainbow uważa, że działały one "ręka w rękę" aż do początku lat dziewięćdziesiątych. Liderem obydwu był gitarzysta Ritchie Blackmore. Uważano, że brzmienie Rainbow wywodzi się bezpośrednio z brzmienia Deep Purple, w rzeczywistości to niezupełnie była prawda. Prawdą jest, że Rainbow został zespołem dominującym i często, w późniejszym okresie swojej działalności był obecny w radiu i telewizji ale ciągle obecne były w ich utworach elementy Deep Purple (szczególnie atmosfera, jaką wprowadzał Blackmore oraz obecność instrumentów klawiszowych). Album Winning Combinations, który powstał w 2003 roku podzielony został na dwie części prezentujące obydwa zespoły ery lat 80. Utwory z wcześniejszych albumów (Perfect Strangers – 1984 i The House of Blue Light – 1987) sprawiły, że Deep Purple pokazał się jako zespół, który odrodził się dokładnie tam, gdzie rozpadł się dekadę wcześniej. Nie potrzeba było więcej żadnych dowodów na potwierdzenie tezy zawartej w utworze tytułowym albumu Perfect Strangers. Udział Rainbow w nagraniu skupiony jest przede wszystkim na "latach Joe Lynn Turnera" gdy grupa, co jest oczywiste forsowała głównie takie przeboje jak "I Surrender" i "Street of Dreams" – gdy tymczasem wcześniejszy ulubiony przez MTV "Stone Cold" i często oglądany "Since You Been Gone" okazały się najlepsze z całości nagrania. Album Winning Combination jest zadowalającą kapsułą czasu lat 80. Rainbow i Deep Purple.

## Lista utworów

### Deep Purple
| 1. | "Bad Attitude" (Ian Gillan, Ritchie Blackmore, Roger Glover, Jon Lord) | 4:44  |
|    |                                                                        |       |
| 2. | "Hush" (live) (Joe South)                                              | 3:30  |
|    |                                                                        |       |
| 3. | "Perfect Strangers" (Gillan, Blackmore, Glover)                        | 5:28  |
|    |                                                                        |       |
| 4. | "Highway Star" (live) (Gillan, Blackmore, Glover, Lord, Ian Paice)     | 6:12  |
|    |                                                                        |       |
| 5. | "Mean Streak" (Gillan, Blackmore, Glover)                              | 4:22  |
|    |                                                                        |       |
|    |                                                                        | 24:16 |
|    |                                                                        |       |

### Rainbow
| 6.  | "Rock Fever" (Joe Lynn Turner, Blackmore) | 3:51  |
|     |                                           |       |
| 7.  | "Since You Been Gone" (Russ Ballard)      | 3:18  |
|     |                                           |       |
| 8.  | "I Surrender" (live) (Ballard)            | 5:44  |
|     |                                           |       |
| 9.  | "Stone Cold" (Turner, Blackmore, Glover)  | 5:17  |
|     |                                           |       |
| 10. | "Street of Dreams" (Turner, Blackmore)    | 4:25  |
|     |                                           |       |
|     |                                           | 22:35 |
|     |                                           |       |